# التعبيرية التجريدية
التعبيرية التجريدية أو تجريدية التعبير (بالإنجليزية: Abstract Expressionism) مذهب في الرسم نشأ في الولايات المتحدة الأميركية خلال الخمسينات من القرن العشرين وانتشر بعدُ في أوروبا. يقوم على نظرية تقول بأن الألوان والخطوط والأشكال، إذا ما استُخدمت بحريّة في تركيب غير رسمي، أقدرُ على التعبير وإبهاج البَصَر منها حين تُستخدم وفقاً للمفاهيم الرسمية أو حين تُستعمل لتمثيل الأشياء. من أبرز ممثليها جاكسون بولوك وهانس هوفمان.
المصطلح في الأدب فضفاض على الرغم من دقته النسبية في الفن التشكيلي، وفي البداية كان يشير إلى حركة في التصوير، كان من ممثليها كاند نسكي Kandinsky وكلي Klee تركت محاكاة الواقع الخارجي لكي تعبر عن الذات الداخلية أو عن رؤية شخصية جوهرية للعالم وكانت رد فعل على الانطباعية وفي الأدب ليس هناك تعاقب معترف به لتلك النزعة أو مدرسة محددة، بل هناك تقنيات مثل التصميم المتجزئ (الأرض الخراب لإليوت) أو التحول الرمزي للشخصيات (في فنجانزويك لجويس) أو أي تحريف (تشويه) متعمد للواقع وبالإضافة إلى ذلك كسر التوالي الزمني الطبيعي يمكن أن تطلق عليها تقنيات تعبيرية . ومن المبادئ الأولى لتلك النزعة أن التعبير يحدد الشكل، ويحدد بناء الصور وتركيب الجمل. وهكذا يمكن تحوير وفك أوصال أي قاعدة شكلية أو عنصر من عناصر الكتابة لتلائم هدف التعبير.
وفي الدراما تلجأ التعبيرية إلى تجسيد حالة شعورية بواسطة البنية غير الواقعية والشخصيات الرمزية وتنظيم خاص للأسلوب. وقد انتشرت التعبيرية في بدايات القرن العشرين وتبلغ قمة مجدهما في مسرحية الحلم وسوناتا الشبح لاسترندبرج Strindberg ثم توالت المسرحيات طوال العقد الثاني بأقلام فديكند Wedekind وإرنست توللر Ernst Toller وجورج كايزر Georg Kaiser وغيرهم، ثم كادت تنقرض في منتصف العشرينات ولكنها أثرت في بعض أعمال يوجين أونيل Eugene onelوإلمررايس ElmerRice.
وفي الروايات والقصص القصيرة تؤثر أفكار التعبيرية في تمثيل العالم الموضوعي خلال الانطباعات المكثفة والأحوال الوجدانية للشخصيات، وخاصة خلال أذهان شخصيات بعيدة عن العادية أو السواء أو من خلال إسقاط مفاهيم ومواقف المؤلف نفسه ونجد تأثرًا محدودًا بالتعبيرية عند فيرجينا وولف وكافكا وويليام فوكنر .
وفي الشعر هناك نطاق واسع لما يعرف بتقنيات التعبيرية من الاعتماد على التأثيرات الصوتية واللونية، وعلى تراسل الحواسحيث لا يكون المعنى هو الأساس. ومن المتأثرين جيرارد مانلي هوبكنز وروي كامبل.

## الأسلوب

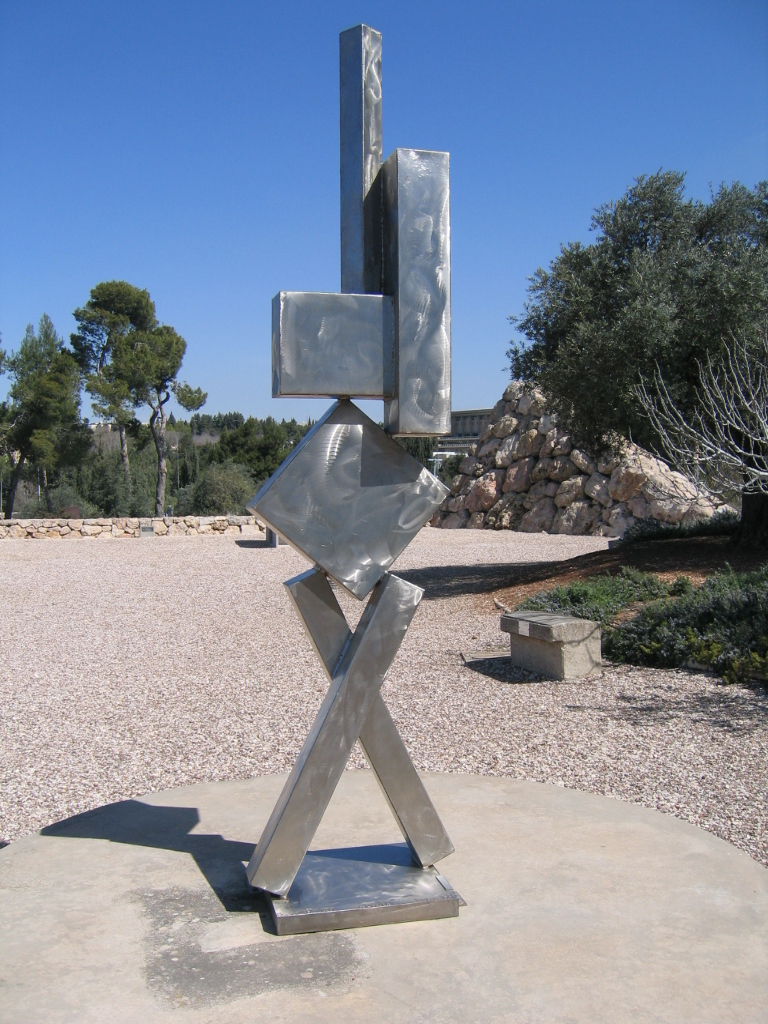
صورة: ديفيد سميث، كوبي السادس (1963)، متحف إسرائيل، القدس. كان ديفيد سميث أحد أكثر النحاتين الأميركيين تأثيرًا في القرن العشرين.

من الناحية الفنية، فإن السلف المهم للحركة هو السريالية، بتركيزها على الإبداع التلقائي، أو العفوي، أو اللاواعي. يُعَّد تنقيط الطلاء على لوحة مثبتة على الأرض لجاكسون بولوك أسلوبًا له جذوره في أعمال أندريه ماسون، وماكس إرنست، وديفيد ألفارو سيكيروس. تميل البحوث الأحدث إلى وضع السيرياليّ المنفي وولفجانج بالين في موضع الفنان والمُنظِّر الذي عزز نظرية هامش الاحتمالات المعتمد على المشاهد من خلال لوحاته ومجلته (دي واي إن). نظر باين في أفكار ميكانيكا الكم، وكذلك التفسيرات الخاصة بالرؤية الطوطمية والبنية المكانية لتصوير الهنود الأصليين من كولومبيا البريطانية، ومهد السبيل للرؤية المكانية الجديدة للتجريديين الأمريكيين الشباب. كان لمقاله الطويل فن الطوطم (1943) تأثير كبير على فنانين مثل مارثا غراهام، وإيسامو نوغوشي، وجاكسون بولوك، ومارك روثكو، وبارنيت نيومان. في نحو عام 1944، حاول بارنيت نيومان شرح أحدث حركة فنية لأمريكا ووضع قائمة «الرجال في الحركة الجديدة». فذُكر بالين فيها مرتين؛ ومن بين الفنانين الآخرين الذين ذُكِروا آرنولد غوتليب، وروثكو، وبولوك، وهانس هوفمان، وبازيوتيس، وأرشيل غوركي، وآخرون. يُذكر ماذرويل مع علامة استفهام. كانت أعمال الفنان مارك توبي من منطقة الشمال الغربي الأمريكي تجسيد مبكر آخر لما أصبح يُعتبر تعبيريًا تجريديًا، وخاصة لوحاته «الكتابة البيضاء»، التي، رغم أنها ليست كبيرة الحجم عمومًا، فإنها تحاكي في المظهر «الإجمالي» لوحات بولوك بالتنقيط.
اسم الحركة مشتق من الجمع بين قوة العاطفة وإنكار الذات المميزيّن للتعبيريين الألمان مع الجمالية غير التشخيصية للمدارس التجريدية الأوروبية مثل المستقبلية، والباوهاوس، والتكعيبية الاصطناعية. بالإضافة إلى ذلك، يعطي صورة عن كونه متمردًا، وفوضويًا، وذاتيًا للغاية، وكما يرى البعض، عدميًا. في الممارسة العملية، ينطبق المصطلح على أي عدد من الفنانين الذين يعملون (غالبًا) في نيويورك ممن لديهم أساليب مختلفة تمامًا، بل وعلى الأعمال الذي لا تكون مجردة ولا تعبيرية بشكل خاص. كتب جاي مويزر وهو مصور تجريدي من كاليفورنيا، صوَّر عادةً بالأسلوب غير الموضوعي، عن لوحته ماري نوستروم، «من الأفضل بكثير التقاط روح البحر العظيمة عن تصوير كل تموجاته الصغيرة». تختلف «لوحات التصوير الانفعالي» المفعمة بالحيوية لبولوك، بـ «زخمها» الشعوري، من الناحية الفنية والجمالية، عن سلسلة لوحات ويليم دي كونينغ التشخيصية لنساء عنيفات وغريبات الشكل وعن مستطيلات الألوان في لوحات مارك روثكو للمساحات اللونية (وهي ليست مما يسمى عادة لوحات تعبيرية، وقد نفى عنها روثكو كونها مجردة). ومع ذلك، يُصنف الفنانون الأربعة جميعهم على أنهم تعبيريون تجريديون.
للتعبيرية التجريدية العديد من أوجه التشابه في الأسلوب مع الفنانين الروس في أوائل القرن العشرين مثل فاسيلي كاندينسكي. رغم صحة أن العفوية أو الانطباع بالعفوية ميز العديد من أعمال التعبيريين التجريديين، فقد استلزمت معظم هذه اللوحات تخطيطًا دقيقًا، خاصة وأن حجمها الكبير استدعى ذلك. تضمّن الفن التجريدي بشكل واضح مع فنانين مثل بول كلي، فاسيلي كاندينسكي، إيما كونز، وبعد ذلك على روثكو، بارنيت نيومان، وأغنيس مارتن، تعبيرًا عن الأفكار المتعلقة بالروحانيات واللاوعي والعقل.
سبب اكتساب هذا الأسلوب قبول التيار السائد في الخمسينيات من القرن الماضي هو موضع جدل. إذ كانت الواقعية الاجتماعية الأمريكية هي السائدة في الثلاثينيات. وكانت متأثرة ليس فقط بالكساد الكبير، بل أيضًا بمصوري الجداريات المكسيكيين مثل ديفيد الفارو سيكروس ودييجو ريفيرا. لم يتحمل المناخ السياسي بعد الحرب العالمية الثانية الاحتجاجات الاجتماعية لهؤلاء المصورين لوقت طويل. فنشأت التعبيرية التجريدية خلال الحرب العالمية الثانية وعُرضت أوائل الأربعينيات في معارض في نيويورك مثل معرض فن هذا القرن. كانت الحقبة المكارثية بعد الحرب العالمية الثانية فترة رقابة فنية في الولايات المتحدة، ولكن إذا كانت المواضيع تجريدية تمامًا، فستُعتبر غير سياسية، وبالتالي آمنة. أو إذا كان الفن سياسيًا، فكانت الرسالة موجهة بالأساس للمطلعين.
بينما ترتبط الحركة ارتباطًا وثيقًا بالتصوير، كان المصورون مثل أرشيل غوركي، وفرانز كلاين، وكلايفورد ستيل، وهانس هوفمان، ويليم دي كوننغ، وغيرهم، وكذلك فنانة الكولاج آن ريان، وبعض النحاتين على وجه الخصوص، جزءًا لا يتجزأ من التعبيرية التجريدية. كان من بين النحاتين الذين اعتُبروا أعضاء مهمين في الحركة على وجه الخصوص ديفيد سميث، وزوجته دوروثي ديهنر، وهربرت فيربر، وإيسامو نوغوشي، وإبرام لاسو، وثيودور روزاك، وفيليب بافيا، وماري كاليري، وريتشارد ستانكوفيتش، ولويز بورجوازي، ولويز نيفيلسون. بالإضافة إلى ذلك، كان الفنانون ديفيد هير وجون شامبرلين، وجيمس روزاتي، ومارك دي سافيرو، والنحاتون ريتشارد ليبولد، وراؤول هيج، وجورج ريكي، وروبين ناكيان، وحتى توني سميث، وسايمور ليبتون، وجوزيف كورنيل، والعديد من الآخرين جزءًا لا يتجزأ من الحركة التعبيرية التجريدية. شارك العديد من النحاتين السابق ذكرهم في معرض الشارع التاسع، وهو معرض شهير أقيم برعاية ليو كاستيلي في شارع إيست ناينث (التاسع شرقًا) في مدينة نيويورك عام 1951. إلى جانب المصورين والنحاتين من تلك الفترة كان لمدرسة نيويورك التعبيرية التجريدية أيضًا عدد من الشعراء الداعمين لها، بما في ذلك فرانك أوهارا والمصورون الفوتوغرافيون مثل آرون سيسكيند وفريد مكداره (الذي وثق كتابه «عالم الفنانين بالصور» مدرسة نيويورك خلال الخمسينيات)، وصناع الأفلام أيضًا- وخاصةً روبرت فرانك .
رغم انتشار المدرسة التعبيرية التجريدية بسرعة في جميع أنحاء الولايات المتحدة، إلا أن المراكز الرئيسية لهذا الأسلوب كانت مدينة نيويورك ومنطقة خليج سان فرانسيسكو في كاليفورنيا.

## معرض صور

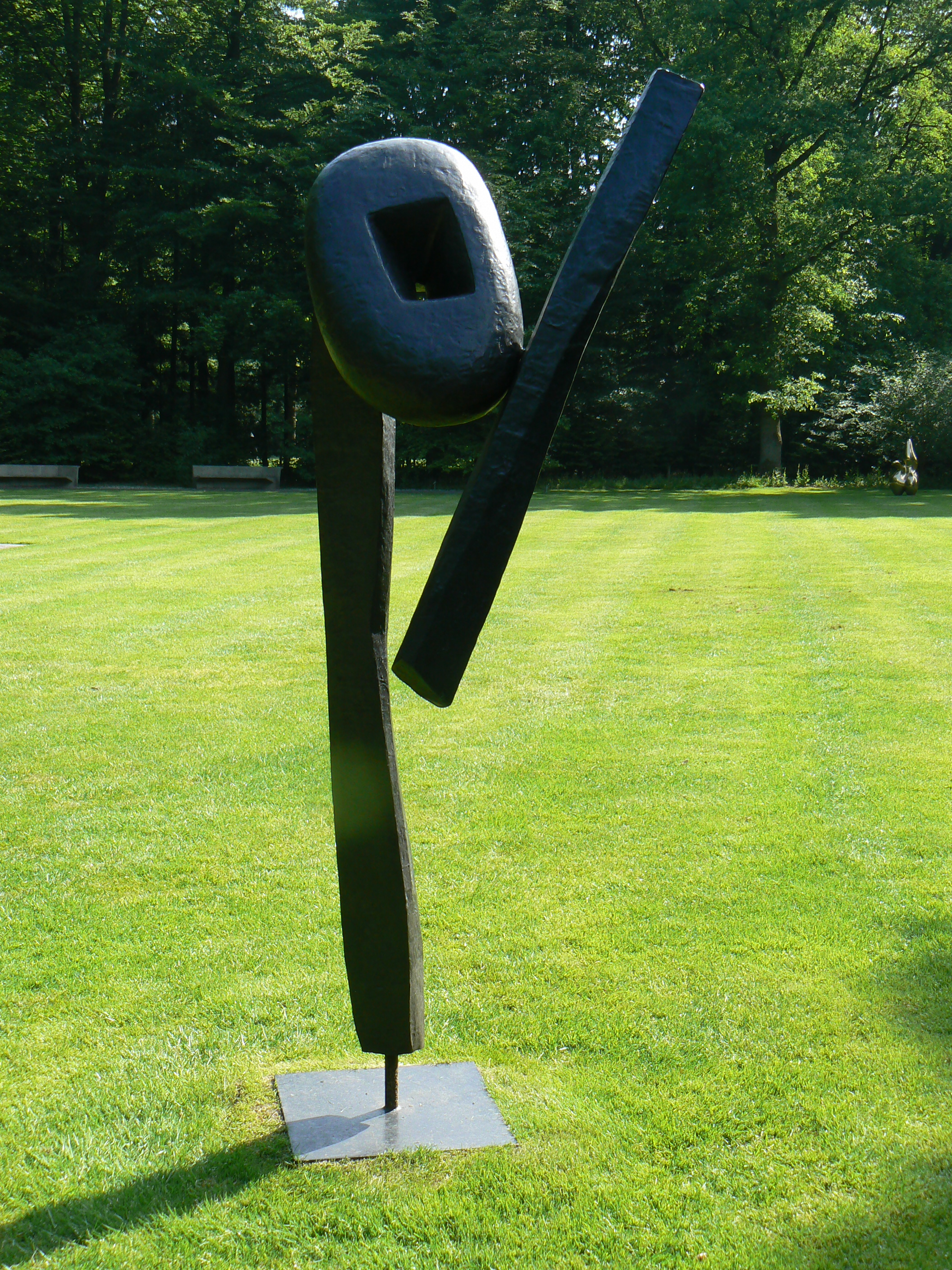
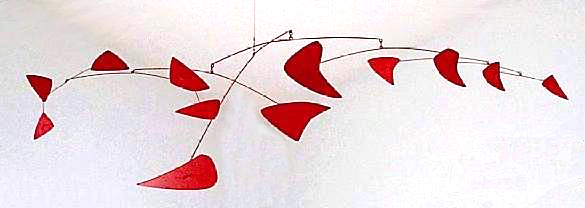
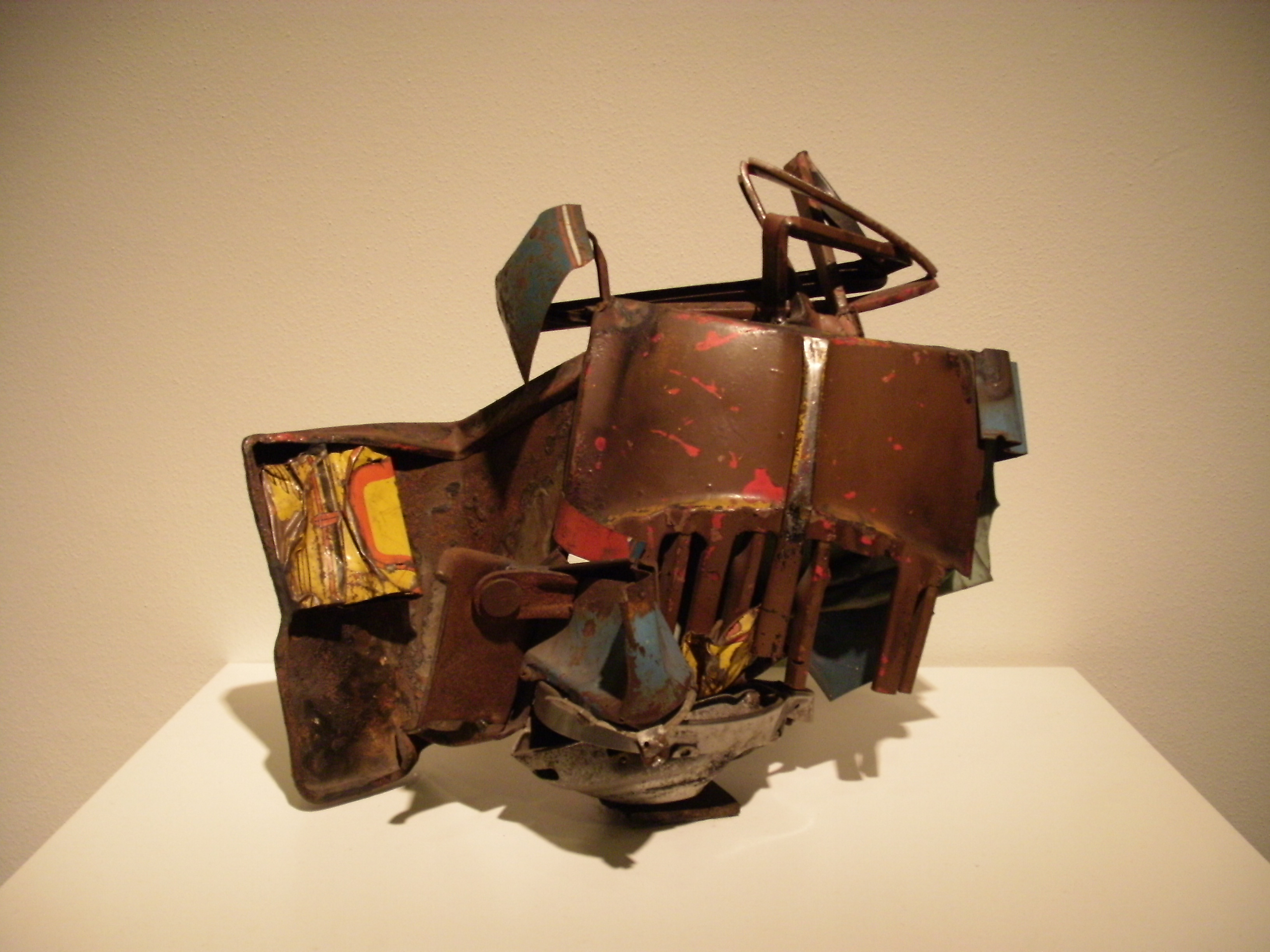
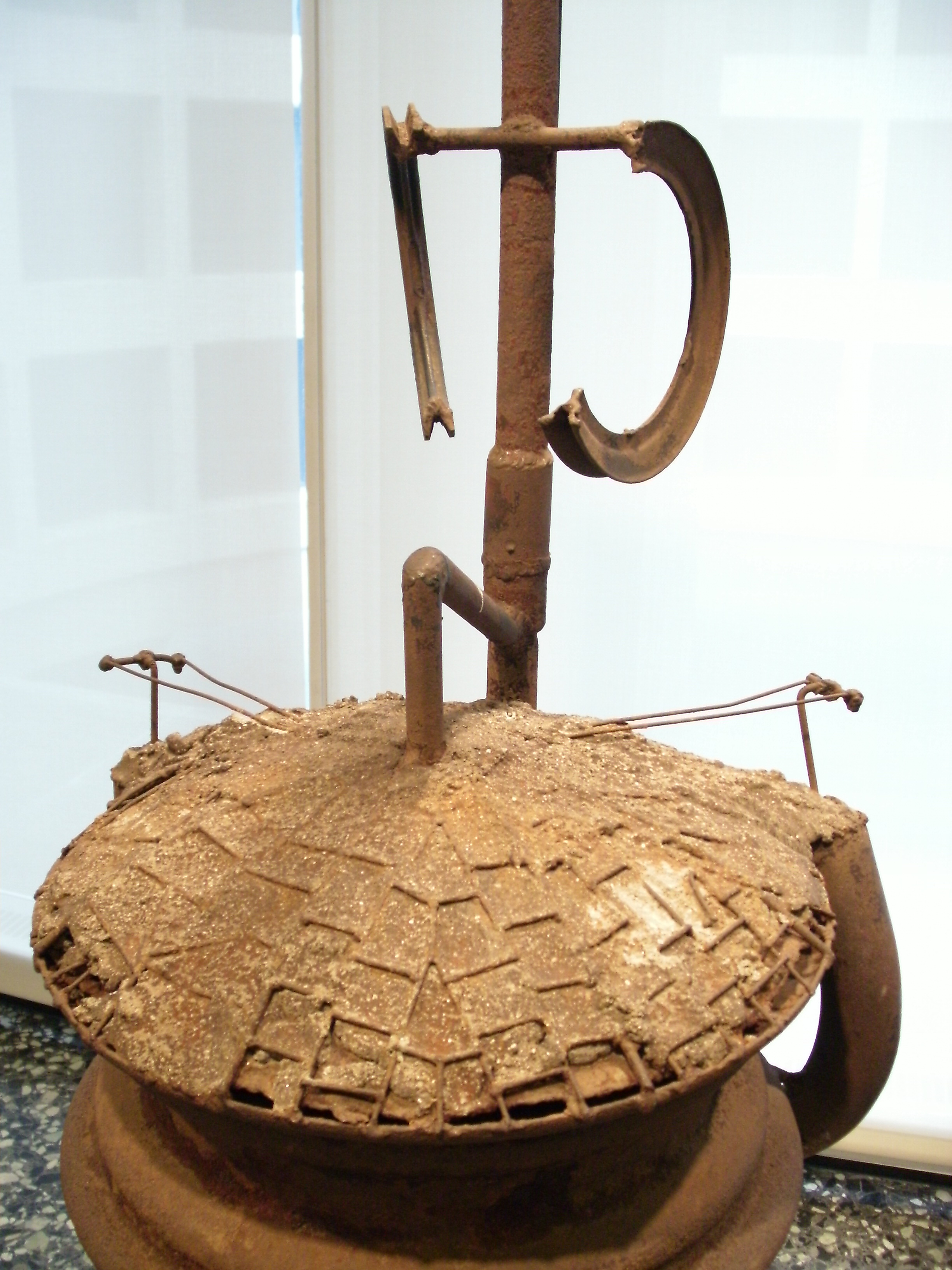
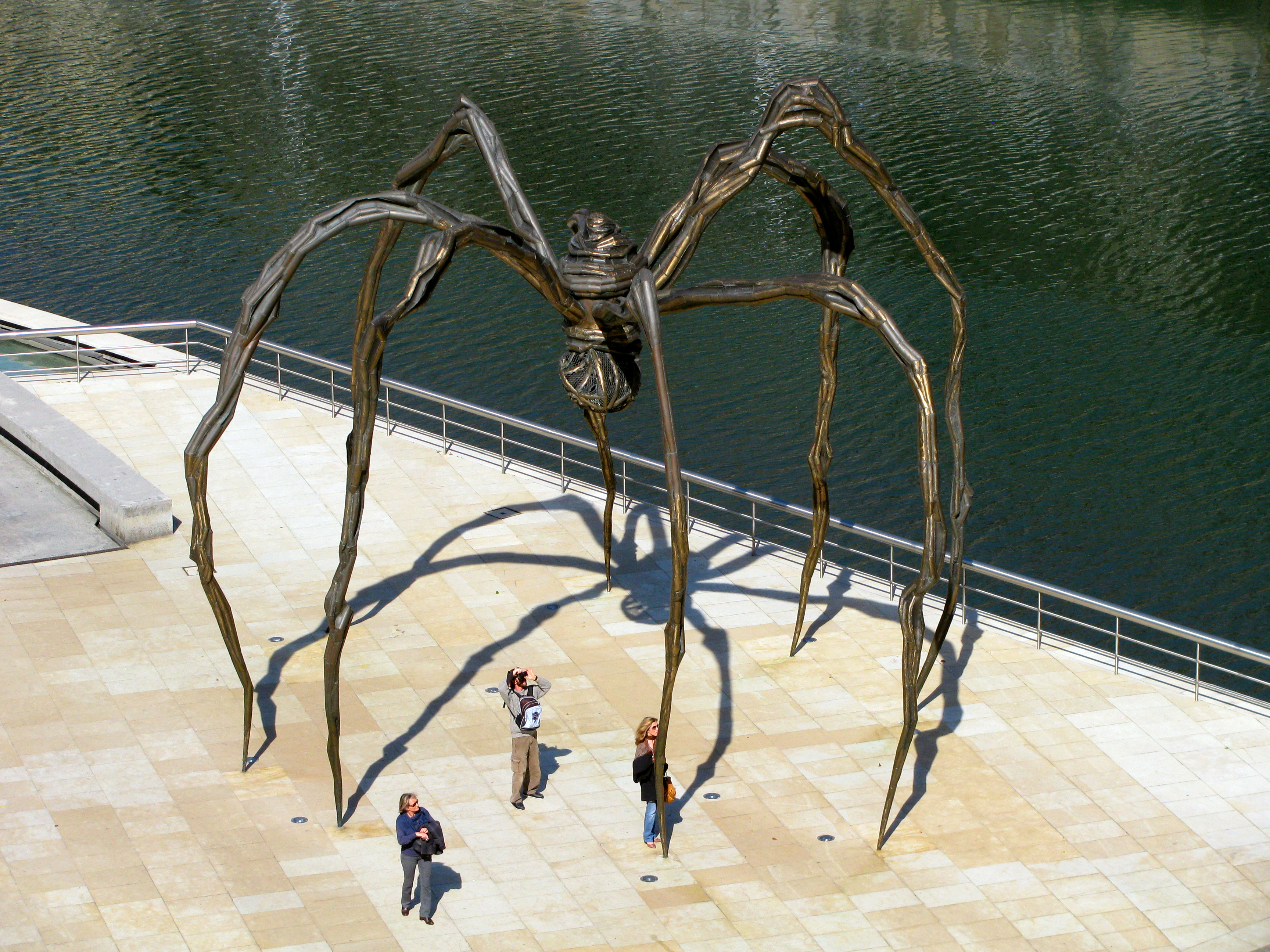